# Unión Francesa
La Unión Francesa (en francés: Union française) fue la entidad política que entró en vigor durante la IV República, instaurada por la Constitución francesa del 27 de octubre de 1946. Dicha construcción política buscaba poner orden al caos que la Francia de Vichy y la Segunda Guerra Mundial dejaron en los territorios franceses.
Esta entidad fue creada como un nuevo modelo continuador de la administración del antiguo sistema colonial con el que se había gobernado parte del Imperio francés. El fracaso de su política se hizo patente en conflictos como las guerras de Indochina o Argelia, que acabaron provocando la crisis económica, social e institucional tanto de la Unión como del sistema de la Cuarta República. Ello desembocaría en la constitución de la V República en 1958 y su sustitución, según la Constitución de 1958 por la Comunidad Francesa (en francés: Communauté française).

## Orígenes
El Preámbulo de la Constitución francesa recogía la voluntad de instaurar una Unión Francesa sin discriminación entre sus miembros y así declaraba que, Francia forma con sus pueblos de ultramar una Unión fundada sobre la igualdad de derechos y deberes, sin distinción de raza ni de religión (La France forme avec les peuples d'outre-mer une Union fondée sur l'égalité des droits et des devoirs, sans distinction de race ni de religión.).
La Unión Francesa surgió como respuesta a la Carta de las Naciones Unidas del 25 de agosto de 1945 y el modelo británico de la Mancomunidad de Naciones, constituida también en 1946. Según la Constitución, la Unión debía procurar el desarrollo de la civilización y cultura comunes así como preservar la defensa, aunque a continuación la misma constitución declaraba el interés de la nación francesa por permitir el acceso a la autonomía y a la democratización de los pueblos, rechazando las prácticas colonialistas.
Los principios y organización de la Unión estaban estipulados en el Título VIII (de la Unión Francesa) que correspondía a los artículos 60 a 82 de la constitución. A su vez, estaba formada por la Francia metropolitana, departamentos y territorios de ultramar junto con los estados y territorios asociados, tenía por misión principal (Art. 62°) la puesta en común y coordinación de todos los medios necesarios para la defensa de sus miembros.
La Unión estaba presidida por el mismo presidente de la República francesa y organizada en torno al Alto Consejo (Haut Conseil) y la Asamblea (Assemblée). En el Alto Consejo tenían representación miembros del gobierno francés y representantes de cada uno de los Estados asociados. En la Asamblea, la mitad de los representantes provenían de la metrópoli mientras que la otra mitad estaba constituida por representantes de los departamentos y territorios de ultramar (outre-mer) y Estados asociados de manera proporcional a su población. Los miembros de los departamentos y territorios de ultramar debían ser elegidos por las propias asambleas locales o consejos y los representantes de los Estados asociados según sus normas y legislaciones internas. La Asamblea es convocada y clausurada por el presidente de la Unión Francesa o por petición de la mitad de sus representantes.
La Constitución de la IV República instauró la calidad de ciudadano de la Unión francesa que igualaba en derechos y libertades a los nacidos en Francia con los ciudadanos de cada Estado asociado. A pesar de la declaración constitucional, la debilidad del sistema político y de los sucesivos gobiernos llevaron a conducir una política torpe en materia de descolonización, que no supuso ni la ruptura con el espíritu colonial del Empire ni terminó por aceptar las aspiraciones de los pueblos indígenas por lo que rápidamente en diversos territorios se adoptaron medidas de represión que provocaron conflictos violentos.

## Conflictos de la Unión Francesa
Al poco tiempo de su instauración, la Unión Francesa intervino en 1946 en la negociación entre el gobierno y los representantes nacionalistas vietnamitas que resultó en los acuerdos Hồ Chí Minh-Sainteny-Leclerc, pero que no pudieron evitar la escalada de violencia en la región con episodios como el bombardeo de Haiphong el 23 de noviembre de 1946 o el ataque al barrio europeo de Hanói del 19 de diciembre de 1946. La derrota francesa en Dien Bien Phu el 7 de mayo de 1954 tras la guerra abierta entre 1952 y 1954 llevaría a los acuerdos de Ginebra de julio de 1954, por los que la Indochina francesa abandonaría la Unión y quedaría dividida en los estados de Camboya, Laos y Vietnam.
En Argelia la política de represión de la Unión se hizo patente a partir de las presiones de los colonos que no aceptaban el estatuto de autonomía de 1947. El descontento de la población nativa se tradujo en el movimiento de insurrección armado declarado por el Frente de Liberación Nacional (FLN) que llevaría la inestabilidad a toda la región. A partir del 1 de noviembre de 1954 se declararía una guerra civil entre los partidarios de la metrópoli y los nacionalistas independentistas de Argelia. La fracasada Campaña de Suez de 1956 conduciría al derrumbe del prestigio de la diplomacia francesa y a la debilidad de sus posiciones en el tercer mundo, el rechazo de la Unión Soviética y el abandono de los Estados Unidos, causando una fuerte división y crisis económica en la sociedad metropolitana.
El 30 de marzo de 1947 estalla la revolución nacionalista malgache que sería violentamente reprimida.
El rey Mohamed V de Marruecos fue obligado a exiliarse en Madagascar mientras que era encarcelado el líder tunecino Habib Burguiba. Finalmente Túnez y Marruecos obtendrían su independencia en 1956.